# 17822 Tonireland
17822 Tonireland è un asteroide della fascia principale. Scoperto nel 1998, presenta un'orbita caratterizzata da un semiasse maggiore pari a 3,179956 UA e da un'eccentricità di 0,137516, inclinata di 4,223752° rispetto all'eclittica. Ha un diametro di 10,544 km e un periodo di rotazione di 4,613 ore.